# 盖塔机器人G
《盖塔机器人G》（日語：ゲッターロボG）是永井豪与石川賢創作的漫畫，以及以其為原作改編、東映動畫製作的机器人动画。在1975年5月15日至1976年3月25日于富士電視台系統毎週四19時00分～19時30分播出，全39話（算上重播則共播出43話）。《蓋特機器人》的直系續作，劇情直接延續前作，但之後推出許多蓋特機器人系列的電視動畫與OVA在故事上和本作無關。接續本作故事時間軸的續作為《蓋特機器人號》。

## 故事
恐龍帝國在武藏的犧牲下滅亡，地球也回復了和平，但另一新敵人百鬼帝國展開了他们的侵略行動。百鬼帝國成员是被人類稱為「鬼」的突變種人類，本是人類只是自然進化的產物而但自視為新人類，後續可以用人類改造人的手段把普通人變成同類。一直等待能征服世界的機會，早知事態的早乙女博士，建立新早乙女研究所同时製造新的三一萬能俠好與百鬼帝國對抗，来保護地球和平。

## 主要角色

### 蓋特小隊
流龍馬（聲優：神谷明（日），黃志成（港））
其他譯名：偉雄（港）
神隼人（聲優：山田俊司）
其他譯名：俊英（港）
車弁慶（聲優：八奈見乘兒（日），黃子敬（港））
其他譯名：炳強（港）

### 早乙女研究所
早乙女博士（聲優：富田耕生）
早乙女美智流（聲優：吉田理保子），黃小英（港））
初期駕駛支援戰機支援蓋特小隊，劇情後期代替神隼人駕駛獅虎號
早乙女元氣（聲優：菊池紘子）
早乙女達人（聲優：野田圭一）

## 主題歌
片頭曲
作詞：永井豪　作曲：菊池俊輔　主唱：ささきいさお
片尾曲
作詞：和泉高志　作曲：菊池俊輔　主唱：ささきいさお、コロムビアゆりかご会

## 各話列表
| 話數 | 標題 | 劇本       | 演出     | 作畫監督   |
| ---- | ---- | ---------- | -------- | ---------- |
| 1    |      | 高久進     | 小湊洋市 | 落合正宗   |
| 2    |      | 高久進     | 生賴昭憲 | 野田卓雄   |
| 3    |      | 上原正三   | 葛西治   | 山口泰弘   |
| 4    |      | 田村多津夫 | 山口康男 | 小松原一男 |
| 5    |      | 高久進     | 落合正宗 | 落合正宗   |
| 6    |      | 上原正三   | 生賴昭憲 | 野田卓雄   |
| 7    |      | 田村多津夫 | 川田武範 | 中村一夫   |
| 8    |      | 高久進     | 山口康男 | 小松原一男 |
| 9    |      | 田村多津夫 | 生賴昭憲 | 野田卓雄   |
| 10   |      | 高久進     | 川田武範 | 中村一夫   |
| 11   |      | 上原正三   | 葛西治   | 野田卓雄   |
| 12   |      | 田村多津夫 | 茂野一清 | 落合正宗   |
| 13   |      | 高久進     | 森下孝三 | 中村一夫   |
| 14   |      | 上原正三   | 落合正宗 | 落合正宗   |
| 15   |      | 田村多津夫 | 山口康男 | 小松原一男 |
| 16   |      | 上原正三   | 生賴昭憲 | 野田卓雄   |
| 17   |      | 田村多津夫 | 川田武範 | 中村一夫   |
| 18   |      | 田村多津夫 | 落合正宗 | 青鉢芳信   |
| 19   |      | 高久進     | 山口康男 | 伊勢田幸彦 |
| 20   |      | 田村多津夫 | 生賴昭憲 | 野田卓雄   |
| 21   |      | 田村多津夫 | 白土武   | 伊勢田幸彦 |
| 22   |      | 高久進     | 川田武範 | 白土武     |
| 23   |      | 馬嶋滿     | 落合正宗 | 青鉢芳信   |
| 24   |      | 上原正三   | 葛西治   | 野田卓雄   |
| 25   |      | 馬嶋滿     | 笠井由勝 | 白土武     |
| 26   |      | 田村多津夫 | 落合正宗 | 青鉢芳信   |
| 27   |      | 馬嶋滿     | 白土武   | 伊勢田幸彦 |
| 28   |      | 高久進     | 生賴昭憲 | 野田卓雄   |
| 29   |      | 馬嶋滿     | 落合正宗 | 青鉢芳信   |
| 30   |      | 馬嶋滿     | 山口康男 | 白土武     |
| 31   |      | 田村多津夫 | 葛西治   | 木野達兒   |
| 32   |      | 田村多津夫 | 白土武   | 伊勢田幸彦 |
| 33   |      | 馬嶋滿     | 葛西治   | 廣田全     |
| 34   |      | 田村多津夫 | 生賴昭憲 | 野田卓雄   |
| 35   |      | 馬嶋滿     | 白土武   | 伊勢田幸彥 |
| 36   |      | 高久進     | 山口康男 | 木野達兒   |
| 37   |      | 馬嶋滿     | 笠井由勝 | 廣田全     |
| 38   |      | 田村多津夫 | 生賴昭憲 | 野田卓雄   |
| 39   |      | 田村多津夫 | 生賴昭憲 | 野田卓雄   |